# 무함마드 아민 부그라
무함마드 아민 부그라(위구르어: مۇھەممەد ئىمىن بۇغرا, محمد أمين بغرا, 중국어: 穆罕默德·伊敏, 1901년 4월 22일~1965년 4월 29일)는 때때로 그의 튀르키예식 이름인 메흐메트 에민 부그라(튀르키예어: Mehmet Emin Buğra)로 알려져 있다. 그는 독립국가인 동튀르키스탄 제1공화국을 세우기로 계획한 튀르크계 이슬람 지도자였고, 자디스트였다.

## 생애
1937년 봄, 남부 신강에서 다시 반란이 일어났다. 많은 요인들이 발병에 기여했다. 튀르크계 이슬람교도들을 달래기 위한 노력으로, 성스차이는 호자 니야즈와 쿠물 봉기의 또 다른 지도자 율바르스 칸을 포함한 그들의 비분리주의 지도자들을 디화(현재의 우루무치)와 카슈가르에서 지방 정부의 영향력 있는 자리에 임명했다.
동시에 이슬람의 기본 원칙을 공격한 교육 개혁과 남부로 확장되고 있던 무신론적인 선전 프로그램은 현지의 주민들을 성의 정권으로부터 더욱 멀어지게 하고 있었다. 카슈가르 마흐무드 시장은 1932년 투루판 봉기 (1932년)의 지도자이자 성의 임명자 중 한 명인 부유한 이슬람교도인 마흐무드 시장이 정부에 대한 반대에 초점이 되었다.
1940년 장제스가 파견한 이사 유수프 알프테킨과 마푸량은 아프가니스탄을 방문하여 부그라와 접촉하여 국민당 정권의 수도인 충칭으로 와달라고 요청하였다. 1942년, 부그라는 일본을 위해 스파이 활동을 한 혐의로 영국에 체포되었고, 국민당은 부그라의 석방을 주선했다. 그와 이사 유수프는 국민당 무슬림 출판물의 편집자로 일했다. 장즈중 정권 하에서 그는 성 서기를 지냈다.
1948년 부그라의 아내 아미나가 입법원에 선출되었다. 같은 해 12월 장제스에 의해 부르한 샤히디가 이끄는 신강 정부의 부의장으로 임명되었다. 그는 중화민국의 공식적인 보호와 소련의 지원을 받는 동튀르키스탄 제2공화국을 포함한 신장의 모든 공산주의 세력을 진압할 필요성 아래 튀르크 인민의 자치권을 얻기 위해 중국 민족주의자들과 동맹을 선언했다.

## 망명
1949년 9월 중국 인민해방군이 신강으로 접근하자, 무함마드 아민 부그라는 인도로 도망쳤고, 터키로 도망쳐 망명 중인 위구르 지도자 이사 유수프 알프테킨과 합류했다.
1954년 무함마드 아민 부그라와 이사 유수프 알프테킨은 중화민국 정부가 신장에 대한 주장을 포기하도록 설득하기 위해 대만으로 갔다. 그들의 요구는 거부되었고 대만은 신장을 "중국의 필수적인 부분"이라고 주장했다고 단언했다.
무하마드 아민 부그라는 1965년 튀르키예에서 망명 중에 사망했다.